# Langeberg
Il Langeberg (letteralmente, "lunga montagna" in afrikaans) è una catena montuosa sudafricana che si estende da est a ovest separando l'Overberg, a sud, dal Piccolo Karoo a nord. Fa parte del più vasto sistema montuoso della Cintura di pieghe del Capo.

Carta topografica del Capo Occidentale

## Geografia
La catena montuosa si estende approssimativamente lungo un asse nord-ovest/sud-est nella sua sezione occidentale e lungo un asse longitudinale nella sua sezione centrale e orientale per una lunghezza totale di circa 250 chilometri partendo dalla città di Worcester a ovest e incontrando, in ordine, le città di Robertson, Montagu, Swellendam, Heidelberg e Riversdale man mano che si procede verso est.